# Đương quy Nhật Bản
Angelica acutiloba là một loài thực vật có hoa trong họ Hoa tán. Loài này được (Siebold & Zucc.) Kitag. mô tả khoa học đầu tiên năm 1937.

## Hình ảnh

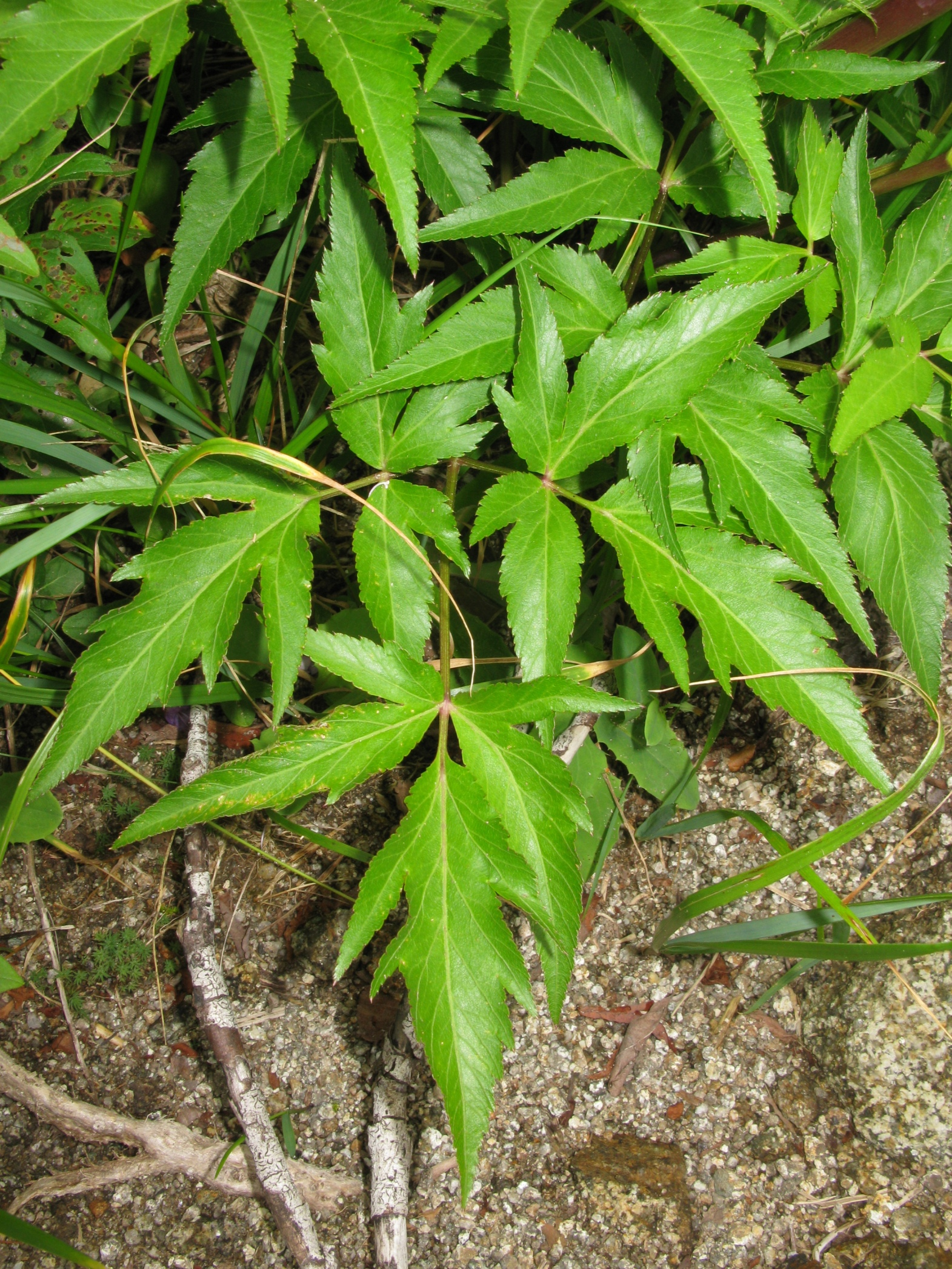
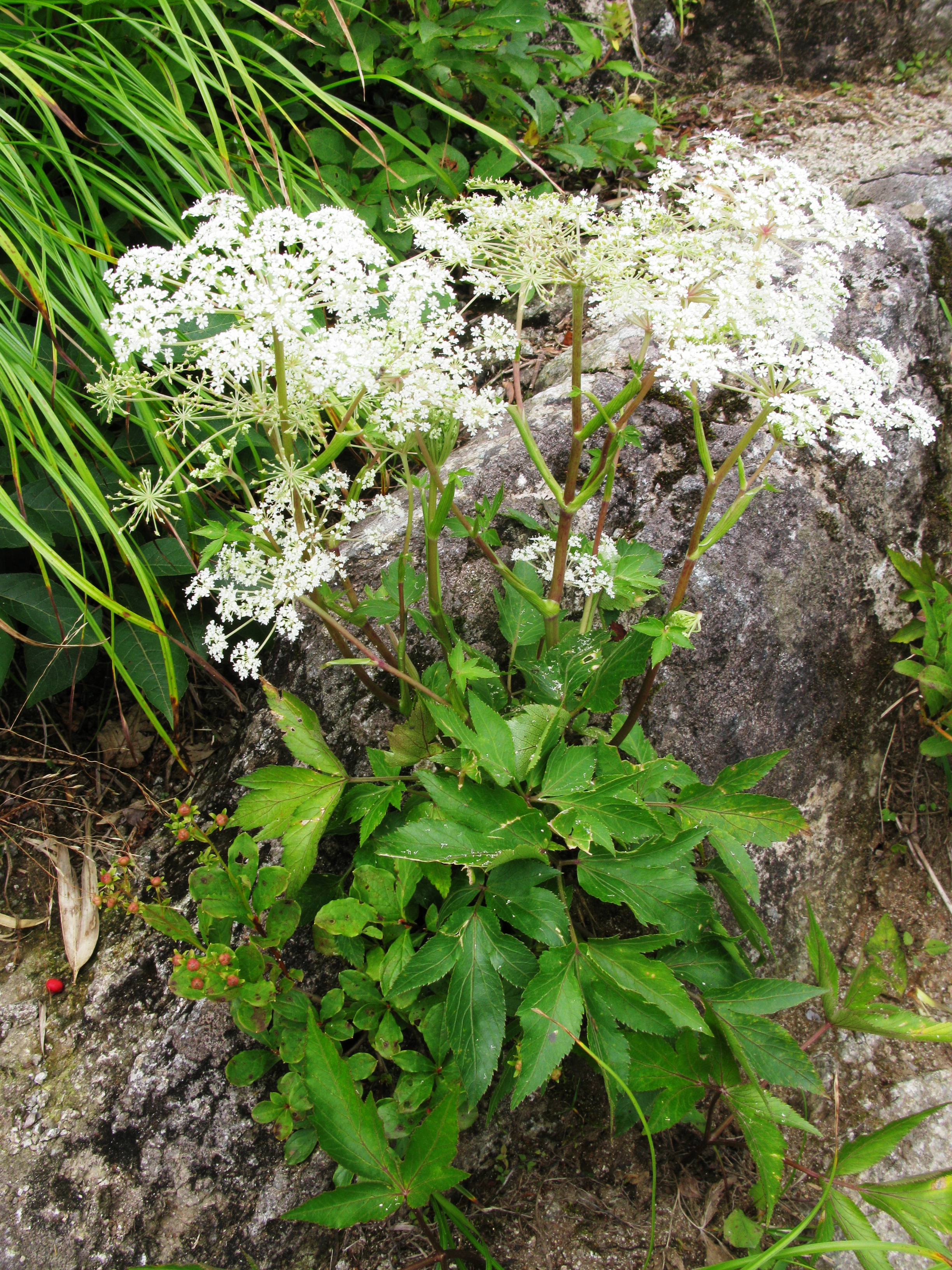
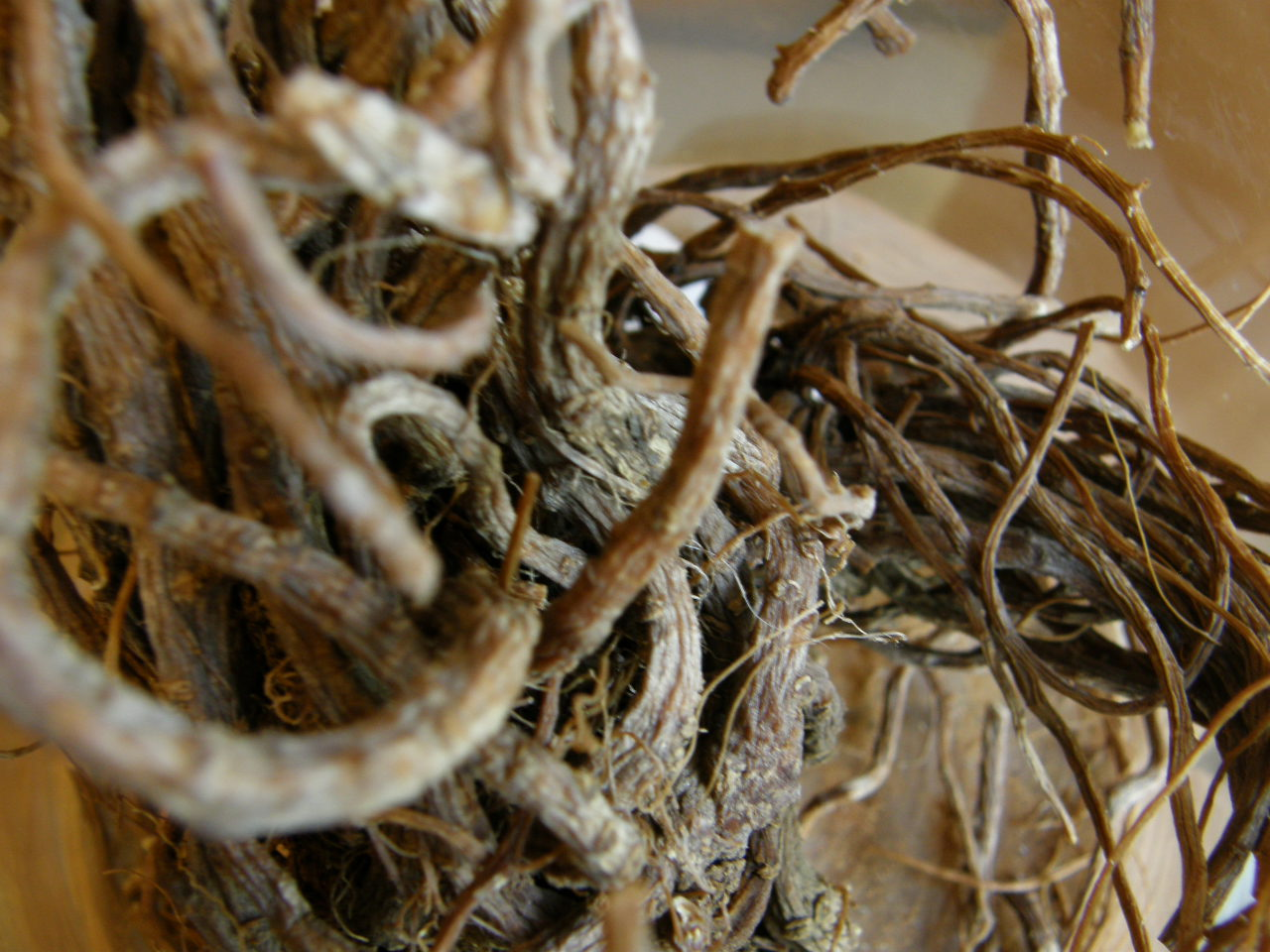
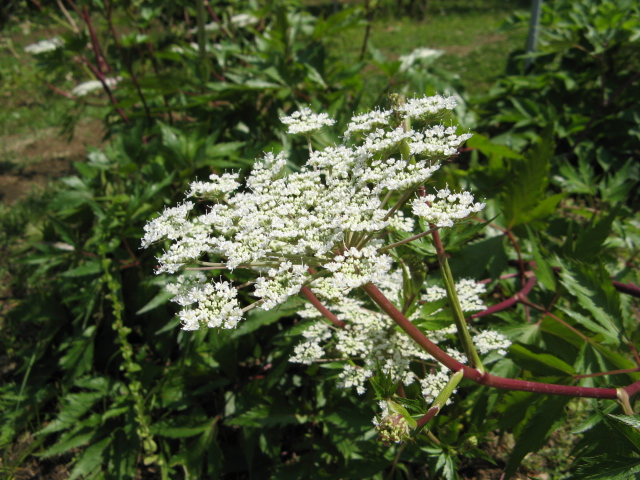